# One Horse Town
One Horse Town è un brano composto ed interpretato dall'artista britannico Elton John; il testo è di Bernie Taupin.

## Il brano
È la terza traccia dell'album Blue Moves (1976) e uno dei pezzi più rock del disco, decisamente notata dalla critica; musicalmente parlando, mette in evidenza numerosi strumenti, come xilofoni e vibrafoni, oltre ad una sezione di archi, al pianoforte di Elton e al pianoforte elettrico e al synth suonati da James Newton Howard. L'introduzione strumentale (della durata di quasi due minuti) prevede cambiamenti di tempo e di stile: l'iniziale sound orchestrale acquisisce improvvisamente toni analoghi a quelli della discomusic, prima che Elton inizi a cantare. 
Il protagonista del brano è un abitante di un piccolo villaggio nell'Alabama, tediato dal luogo di residenza (dove non c'è nulla da poter fare). Nel testo di Bernie (letteralmente Una città da un cavallo) ci sono anche dei riferimenti alla Guerra di secessione americana.
One Horse Town è stata anche inserita, nella seconda metà degli Anni Ottanta, come pezzo d'apertura in alcuni concerti; rimane particolarmente memorabile l'esecuzione del 14 dicembre 1986 al concerto australiano tenutosi al Sydney Entertainment Centre (esso darà vita all'LP Live in Australia with the Melbourne Symphony Orchestra).